# Au Café
Au Café est un bâtiment historique construit en 1827 sur les bords du Danube à Bratislava (Pozsony en hongrois, Pressburg en allemand) en Slovaquie, alors dans le royaume de Hongrie au sein de l'empire d'Autriche. Il est pendant près d'un siècle un restaurant et un café renommé jusqu'à son déclin au milieu du XXe siècle. Il ouvre à nouveau en 2003 comme restaurant et café.

## Historique

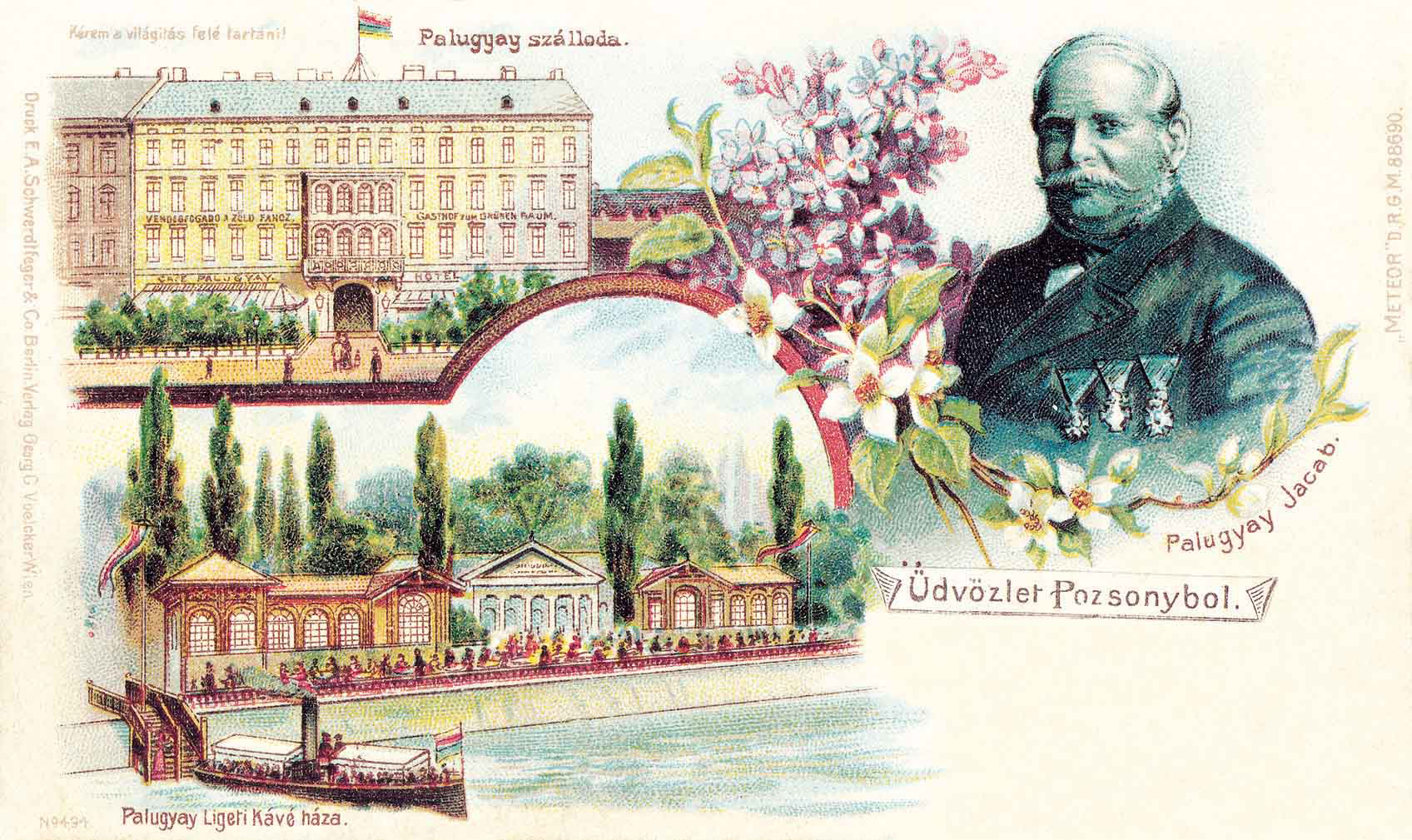
Carte postale "Bienvenue à Pozsony" de la deuxième moitié du XIXe siècle sur laquelle est représenté l'établissement Au Café

- 1827 : Ouverture du Au Café sur les bords du Danude comme établissement de café.
- 1857 : le nouveau propriétaire est monsieur Roth puis František Pohl en 1871.
- 1890 : Anton Apfel ajoute un restaurant.
- 1896 : Karl von Palugyay élève le Au Café au rang de restaurant gastronomique.
- 1919 : Otto Kolin devient le nouveau propriétaire et donne à l'établissement un style Art nouveau.
- 1927 : Célébration grandiose du centenaire du Au Café (du 31 juillet au 18 août).
- 1966 : démolition des locaux dégradés, point d'orgue d'un long déclin.
- 1990 : Première phase de reconstruction à l'identique.
- 2003 : Achèvement des travaux et réouverture du Au Café le 12 septembre comme café et restaurant.